# Oțelu Roșu
Oțelu Roșu (in tedesco Ferdinandsberg, in ungherese Nándorhegy) è una città della Romania di 11902 abitanti, ubicata nel distretto di Caraș-Severin, nella regione storica del Banato.
La città mantenne il nome tedesco Ferdinandsberg fino al 1947, quando il nome venne mutato in Oțelu Roșu (Acciaio Rosso) per volere del regime comunista, che intendeva sottolineare l'importanza dell'industria metallurgica che vi si trova.
Fanno parte dell'area amministrativa anche le località di Cireșa e Mal.